# Michelangelo Pappalardi
Michelangelo Raffaele Pappalardi (Campobasso, 8 novembre 1895 – Buenos Aires, 8 dicembre 1940) è stato un politico italiano.

## Biografia
Nacque l'8 novembre 1895 a Campobasso, in una famiglia benestante. Restato orfano in tenera età, poté continuare gli studi, laureandosi in lettere all'Università di Napoli.
Entrato nel Partito Socialista Italiano, sostenne le posizioni della sinistra “intransigente”, rappresentata dal Circolo Carlo Marx, fondato nel 1912 da un gruppo di giovani socialisti, tra i quali Amadeo Bordiga, Ortensia De Meo, Ruggero Grieco e gli stabiesi Antonio Cecchi, i fratelli Guido Gaeta e Oscar Gaeta, nonché Oreste Lizzadri, la cui attività ebbe riscontro nei centri industriali della zona.
Nel 1918, aderì alla Frazione comunista astensionista e, nell'aprile del 1920, succedendo ad Antonio Cecchi, fu nominato segretario della Camera del Lavoro di Castellammare di Stabia, distinguendosi nell'organizzazione di scioperi e manifestazioni.
Il 20 gennaio 1921, Castellammare fu teatro di una violenta provocazione fascista, che causò sei morti e più di cento feriti. Accusato dell'uccisione di un carabiniere, fu arrestato e incarcerato fino all'aprile del 1922, con altri 14 compagni. In occasione delle elezioni del 15 maggio 1921, la direzione del Partito Comunista d'Italia, al quale aveva aderito al momento della fondazione, lo presentò come candidato per poterlo liberare, ma non fu eletto. Dopo la scarcerazione, fu nominato segretario politico della Camera del Lavoro di Napoli, carica che lasciò nell'autunno 1922, in seguito a divergenze.
Nel dicembre 1922, espatriò in Austria con Luigi Bello, ex capo lega dei mugnai e pastai della disciolta Camera del Lavoro stabiese. All'inizio del 1923, entrambi si trasferirono prima a Vienna e poi a Berlino, dove, per un breve periodo, Pappalardi fu rappresentante del PCd'I presso la KPD. La permanenza in Germania gli consentì di conoscere le posizioni politiche della sinistra comunista tedesca e di stringere rapporti con uno dei suoi principali esponenti, Karl Korsch, con il quale rimase in contatto fino alla fine degli anni venti, quando si manifestò un reciproco contrasto.
Dopo il fallimento dell'Ottobre tedesco, insieme con Luigi Bello, riparò in Francia, stabilendosi a Marsiglia, dove entrò subito in contatto con i militanti della sinistra italiana, affiliati al Partito Comunista Francese, tra i quali era conosciuto come il "professore".
Il 10 novembre 1923, rassegnò le proprie dimissioni dal PCd'I. Questa decisione non fu approvata da Amadeo Bordiga che, nella lettera del 25 ottobre 1925, lo invitò a chiedere la riammissione nel partito e a mantenere un atteggiamento improntato alla massima cautela. In questo periodo, lo scambio di lettere tra i due comunisti divenne costante, soprattutto in previsione del prossimo congresso di partito che si sarebbe tenuto a Lione. Malgrado i consigli di Bordiga, il clima politico andava deteriorandosi e non era facile evitare le espulsioni, che traevano pretesto dalle cosiddette attività frazionistiche, soprattutto con la costituzione del Comitato di Intesa da parte degli esponenti della Sinistra del PCd'I.,
Divenuto il punto di riferimento per molti militanti espulsi o sul punto di esserlo, Pappalardi stabilì una stretta collaborazione con Bruno Bibbi, Lodovico Rossi, Eugenio Moruzzo, Guglielmo Spadaccini, i fratelli Bruno Pierleoni e Renato Pierleoni, con i quali, nel 1926, costituì un "Gruppo autonomo comunista". La loro attività si rivolgeva anche al milieu dell'antifascismo radicale, rappresentato da repubblicani, socialisti e anarchici che, dopo aver affrontato "militarmente" la prima ondata dello squadrismo fascista, erano stati poi costretti ad abbandonare l'Italia. In occasione del V Congresso del PCF (Lilla, 20-26 giugno 1926), Pappalardi tradusse le Tesi che la Sinistra italiana aveva sostenuto pochi mesi prima al suo III Congresso a Lione. Con l'aggiunta di un paragrafo riguardante la Francia, le Tesi furono presentate con il titolo: Plateforme de la gauche. Projet de thèses présenté par un groupe de "gauchistes" (bordiguistes) à l'occasion du Ve Congrès du Parti Communiste Français.
Nonostante il legame con Amadeo Bordiga, Pappalardi si avvicinò alle posizioni della sinistra tedesca, maturando divergenze con il gruppo della sinistra italiana che, in Francia e in Belgio, aveva in Ottorino Perrone il suo principale esponente. La rottura avvenne nel luglio del 1927, con la costituzione dei Gruppi d'Avanguardia Comunista, che pubblicarono Le Réveil Communiste. Successivamente, con il decisivo approdo alle posizioni della sinistra comunista tedesco-olandese, fu assunta la denominazione di Gruppi Operai Comunisti, con il giornale L'Ouvrier Communiste. In particolare, sostenevano che la Russia fosse divenuta uno Stato capitalista e che, di conseguenza, i partiti comunisti a lei legati non potessero essere ricuperati a una prospettiva rivoluzionaria. Della sinistra tedesco-olandese, condividevano il rifiuto delle organizzazioni sindacali tradizionali e delle lotte di liberazione nazionale. A causa di queste posizioni, finirono per trovarsi ai margini dell'opposizione di sinistra internazionale, nel cui ambito, i comunisti tedesco-olandesi andavano perdendo terreno, dilaniati da contrasti interni che finirono per coinvolgere anche il gruppo di Pappalardi.
Alla fine del 1930, i Gruppi Operai Comunisti entrarono in una fase di disgregazione che, nell'agosto del 1931, li portò allo scioglimento: alcuni militanti si unirono al nuovo movimento comunista-libertario fondato da André Jean Eugène Prudhommeaux, altri passarono all'anarchismo. Dopo l'esperienza dei Gruppi Operai Comunisti, Pappalardi vide preclusa la possibilità di nuove iniziative politiche. Dovette affrontare anni sempre più difficili, in cui visse in clandestinità, con fonti di sostentamento precarie e con la salute che andava peggiorando. Poté resistere solo grazie alla diffusa solidarietà dei numerosi militanti, che lo avevano conosciuto e stimato. Nel luglio 1939, espatriò clandestinamente in Argentina, stabilendosi a Buenos Aires, ospite da un vecchio compagno, presso il quale morì l'8 dicembre 1940.